# Cidnopus pilosus
Cidnopus pilosus é uma espécie de insetos coleópteros polífagos pertencente à família Elateridae.
A autoridade científica da espécie é Leske, tendo sido descrita no ano de 1785.
Trata-se de uma espécie presente no território português.